# TrackID
TrackID er et mobilprogram, der gør det muligt for Sony Ericsson-telefoner, at finde navnet på et musiknummer. Man optager et kort klip af sangen, og derefter vil man få vist en menu, hvor titlen, kunstneren, og andre oplysninger vises. Man kan også vælge at købe sangen med det samme.